# St-Mathurin (Larchant)

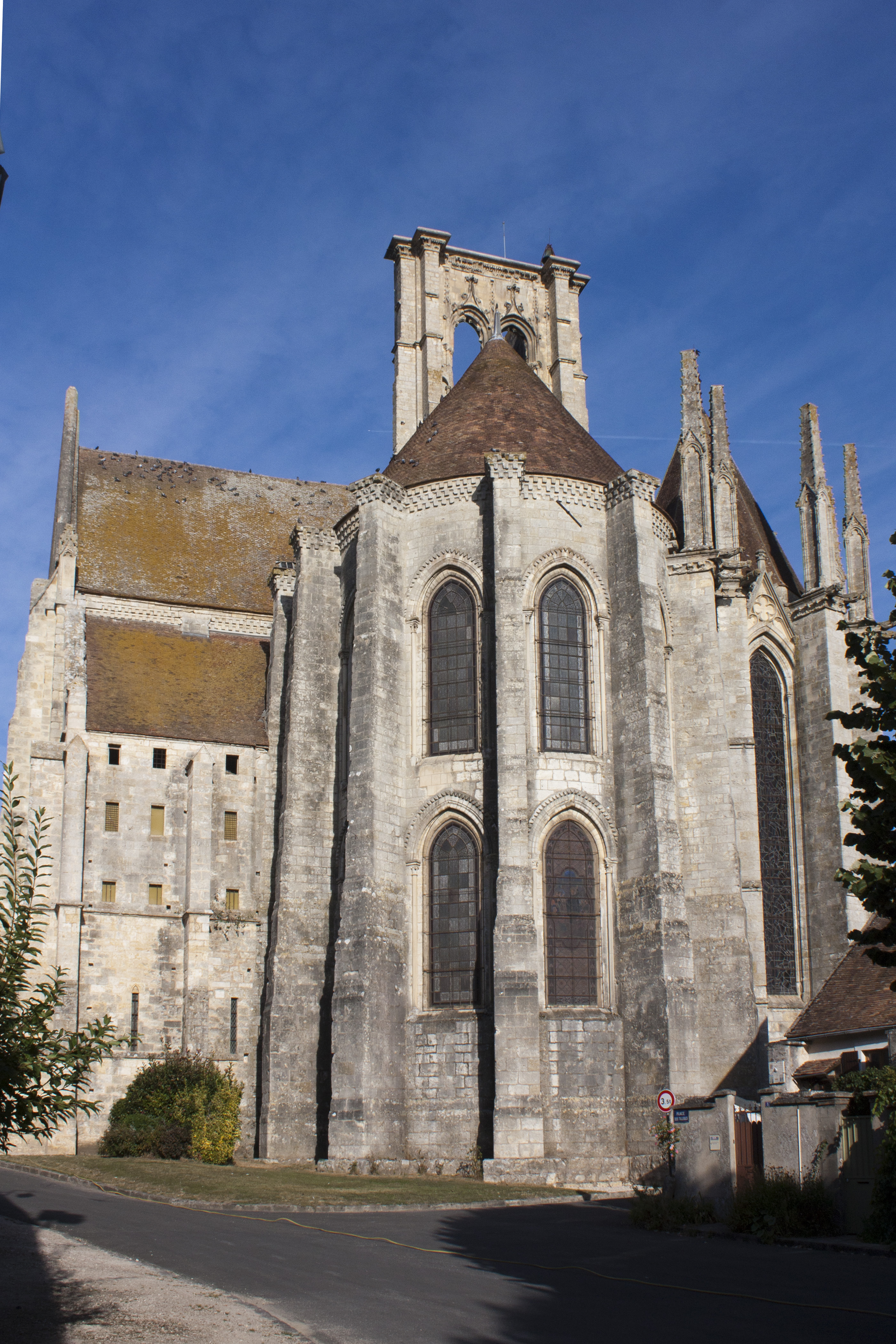
Chorhaupt der Kirche St-Mathurin in Larchant

Die Basilika Saint-Mathurin (französisch Basilique Saint Mathurin de Larchant) ist eine römisch-katholische, teilzerstörte Kirche in Larchant (Département Seine-et-Marne), Frankreich. Obwohl die Kirche gemeinhin als Basilika bezeichnet wird, wurde sie nicht vom Papst als solche bestimmt und ist daher keine Basilika im kirchlichen Sinne. Das Gebäude wurde 1846 als Monument historique klassifiziert.

## Geschichte

### Die Legende des heiligen Mathurin
Die Kirche ist dem heiligen Mathurin geweiht, der nach der Legende gegen Ende des 3. Jahrhunderts in Larchant geboren wurde. Ein Manuskript aus dem 10. Jahrhundert enthält die legendäre Erzählung seines Lebens, die im gesamten Mittelalter wieder aufgegriffen wurde: Mathurin war von Bischof Polykarp in der katholischen Religion unterrichtet worden. Im Alter von zwanzig Jahren wurde er zum Priester geweiht. Rom wurde damals von verschiedenen Plagen heimgesucht und die Tochter des Kaisers Maximianus Herkules wurde vom Teufel gequält, der selbst zu schreien begann, dass man einen Diener Christi namens Mathurin aus Gallien holen müsse, um ihn zu vertreiben.
Als Mathurin in Rom ankam, heilte er die Kranken, die ihm entgegengekommen waren, und rettete die Kaisertochter Theodora. Er blieb drei Jahre in Rom, vollbrachte zahlreiche Wunder und starb dort am Tag der Kalenden im November (1. November) mit der Bitte, seinen Leichnam in sein Heimatdorf zurückzubringen. Der Kaiser stellte eine Eskorte zur Verfügung und ordnete an, dass Mathurins Leichnam nach Larchant zurückgebracht werden sollte. An seinem Grab ereigneten sich zahlreiche Wunder, die im Mittelalter zu einer sehr bedeutenden Wallfahrt führten.
Im Jahr 1601 wurde bei einem sechswöchigen Exorzismus in Latein, Bretonisch, Spanisch und Englisch in der Kirche selbst die Identität eines Dämons namens Astaroth aufgedeckt, der einen Täufling namens Mathurin besaß, und dann zu offenbaren, dass der heilige Mathurin ihn daran gehindert habe, den Besessenen zu verlassen, und ihn so zu dem Geständnis zu zwingen, dass er, Astaroth, die Ideen erzeugt habe, die diesen Besessenen zur Verzweiflung trieben und ihn zum Selbstmord verleiteten, wobei der Dämon sich jedoch weigerte, die Bedeutung seines Namens zu nennen.

### Die Stiftung an das Kapitel der Kathedrale Notre-Dame de Paris
Elisabeth Le Riche, die Tochter von Lisiard Le Riche, erhielt Larchant um 950 als Erbe von ihrem Vater. Zu Beginn des 11. Jahrhunderts schenkte sie Larchant im Einvernehmen mit ihrem Sohn Renaud von Vendôme, dem Bischof von Paris, dem Kapitel der Kathedrale Notre-Dame in Paris. Das Schicksal von Larchant und seiner Kirche war dann bis zur Französischen Revolution im Jahr 1789 mit dem Kapitel der Kanoniker von Notre-Dame de Paris verbunden. Als Grundherr von Larchant spielte das Kapitel eine wichtige Rolle, insbesondere in Bezug auf die Kirche, die Sitz einer sehr wichtigen Wallfahrt zum Grab des heiligen Mathurin war.

### Die Pilgerfahrt zum Grab des heiligen Mathurin
Diese Wallfahrt entwickelte sich im Mittelalter und war 1324 so blühend, dass die Kanoniker einen Teil der Opfergaben für den Unterhalt der Kleriker von Notre-Dame de Paris verwendeten. Der Ruf von Larchant wuchs im Laufe des Mittelalters und Larchant und der Heilige Mathurin werden in mehreren Chansons de geste erwähnt.
Die große Menge an Pilgern machte den Bau einer größeren Kirche erforderlich, die heute zu sehen ist. Die Blütezeit der Wallfahrt erreichte ihren Höhepunkt im späten Mittelalter, ab dem 12. Jahrhundert. Die Pilger kamen, um die Fürsprache des heiligen Mathurin für die Heilung von Verrückten und Besessenen zu erbitten.
Die alte Route du Midi führte am Dorf vorbei und viele Pilger aus Santiago de Compostela machten bei den Reliquien des Heiligen Rast.
Mehrere Könige pilgerten nach Larchant: Karl IV. im Jahr 1325, Ludwig XI. im Jahr 1467, Karl VIII. im Jahr 1486, Franz I. in den Jahren 1519 und 1541, Heinrich II. im Jahr 1551, Heinrich III. im Jahr 1587 und Heinrich IV. im Jahr 1599.
Nach der Revolution verschwand die Wallfahrt und einige Priester und Gläubige versuchten, sie Anfang des 20. Jahrhunderts wiederzubeleben. Nach dem Krieg von 1914 wurde die Tradition wieder aufgenommen und heute findet am Pfingstmontag eine Zeremonie zu Ehren des heiligen Mathurin statt.

## Zerstörungen
Die Kirche musste im Laufe der Jahrhunderte viele Schäden hinnehmen: Schäden durch bewaffnete Truppen, Wirbelstürme und Stürme. Während der Religionskriege kam es zu irreparablen Schäden. Der Ritter du Boulay plünderte die Reliquien im Oktober 1567 und der Graf von Montgomery brannte die Kirche und das Dorf 1568 nieder und hinterließ die Kirche teilweise in dem Zustand, in dem wir sie heute sehen. Die endgültige Katastrophe ereignete sich am 25. September 1675, als der nordwestliche Pfeiler des großen Turms einstürzte und einen Teil des Kirchenschiffs zum Einsturz brachte.
Im 19. Jahrhundert wurden dringende und unsorgfältige Restaurierungsarbeiten durchgeführt, um die Kirche wieder für den Gottesdienst öffnen zu können. Im 19. Jahrhundert wurde die Kirche von Prosper Mérimée zum Monument historique erklärt. Anfang des 20. Jahrhunderts fand unter der Leitung des Architekten Albert Bray eine große Restaurierungskampagne statt. Anfang der 1980er Jahre wurde unter der Leitung des Kulturvereins von Larchant und mit Unterstützung der offiziellen Strukturen des Staates, der Region, des Departements und der Gemeinde eine neue Kampagne zur Restaurierung der Kirche eingeleitet.

## Architektur
Die einschiffige, kreuzförmige Kirche mit Querhaus und einem Apsidenchor ist eines der bedeutenden Bauwerke der gotischen Architektur in der Region Île-de-France. Die Bauarbeiten dauerten etwas mehr als drei Jahrhunderte, vom Ende des 12. bis zum Anfang des 16. Jahrhunderts. Die Ausmaße des Gebäudes sind beeindruckend: Gesamtlänge des Innenraums (einschließlich des zerstörten Kirchenschiffs): 57 m, Länge des Querschiffs: 29 m, Höhe der Gewölbe: 18 m, Höhe des Turms: 50 m. Die Kirche ist eine der ältesten in Frankreich. Die Kirche wird durch die Seitentüren des Querschiffs erschlossen. Der Chor besteht aus einem einzigen Joch und schließt sich an die Apsis auf einem halbkreisförmigen Grundriss an. Das Innere wurde ursprünglich durch zwei Reihen hoher und breiter Fenster beleuchtet, die von gekehlten Archivolten eingerahmt wurden, die von Säulchen gestützt werden. Die Fassaden des Querschiffs werden jeweils durch eine Dreiergruppe hoher Fenster beleuchtet.
An der Außenseite der Apsis befinden sich starke Strebepfeiler, die dem Bauwerk Stabilität verleihen und die Anwendung der Technik der „mur mince“ (dünne Mauer) ermöglichen, die dem Inneren des Bauwerks seine betonte Eleganz verleiht. Diese kühne Architektur wurde ab dem 15. Jahrhundert verändert, als auf beiden Seiten die Kapelle der Jungfrau Maria und die Sakristei errichtet wurden. Die Kapelle der Jungfrau Maria hat einen polygonalen Grundriss mit hohen Fenstern, die mit Wimpergen verziert sind, die früher Statuen trugen. Das Vorhandensein von verzierten Fialen und Wasserspeiern zeigt, dass die frühgotische Nüchternheit, welche die Apsis kennzeichnet, unmodern geworden war.
Das Kirchenschiff wird durch ein mittlerweile stark beschädigtes Portal erschlossen, das vor der Errichtung des großen Turms den ursprünglichen Eingang der Kirche darstellte. Der Bau des Glockenturms wurde bereits Anfang des 13. Jahrhunderts beschlossen, aber erst im 15. Jahrhundert fertiggestellt. Das Erdgeschoss des Turms ist eine nach drei Seiten offene Vorhalle. Sie besteht aus mächtigen Pfeilern, die die Bögen des Gewölbes tragen, das heute nicht mehr existiert. Darüber erheben sich die drei Stockwerke des Turms. Die beiden Fassaden im Norden und Osten sind intakt, die Westfassade ist ruiniert und die Südfassade ist vollständig eingestürzt. Unter der Vorhalle öffnet sich das Portal des Jüngsten Gerichts, das Analogien zu Portalen in Notre-Dame de Paris aufweist.

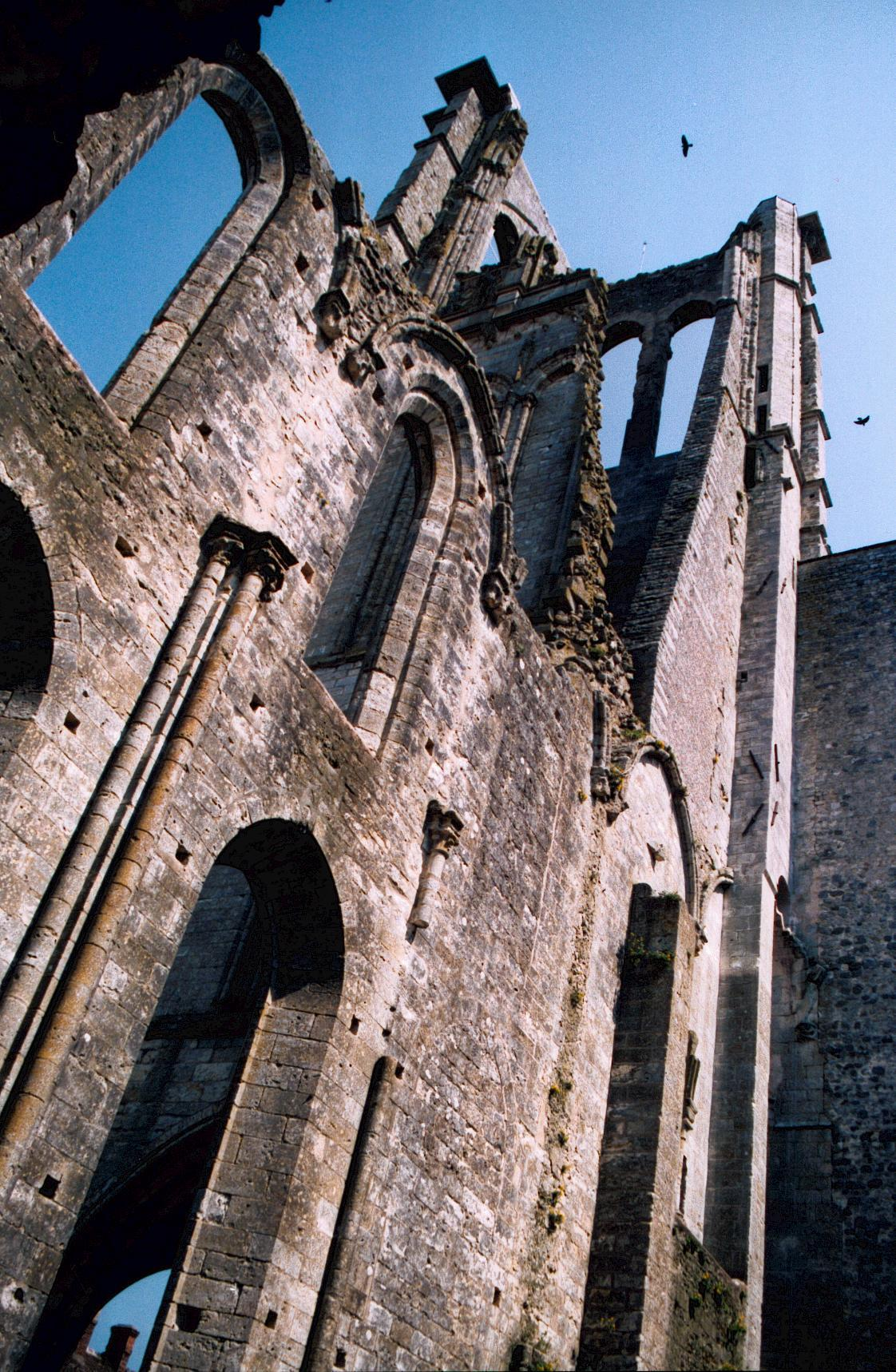
Kirche Saint-Mathurin
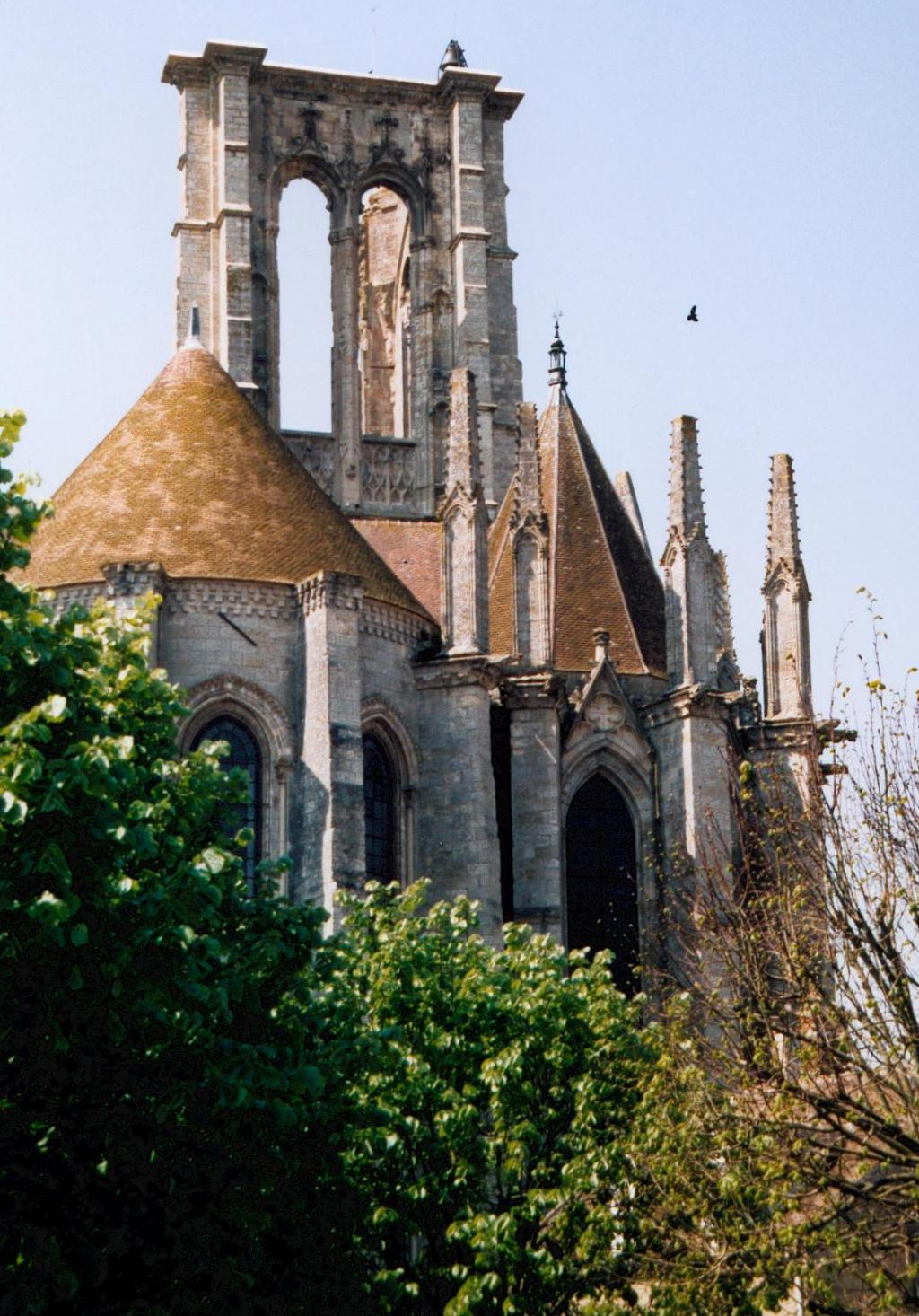
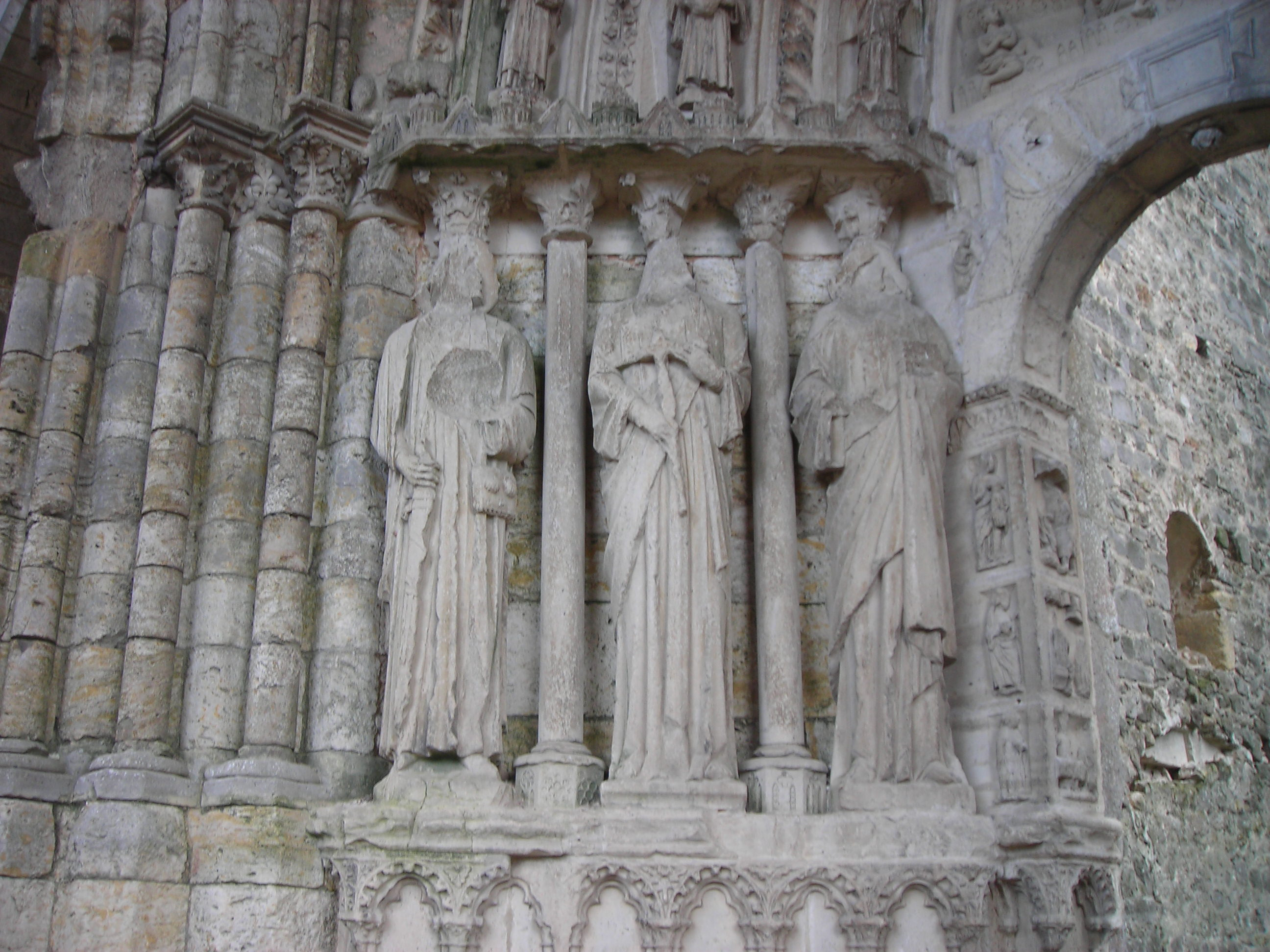
Detail des Nordportals der Kirche
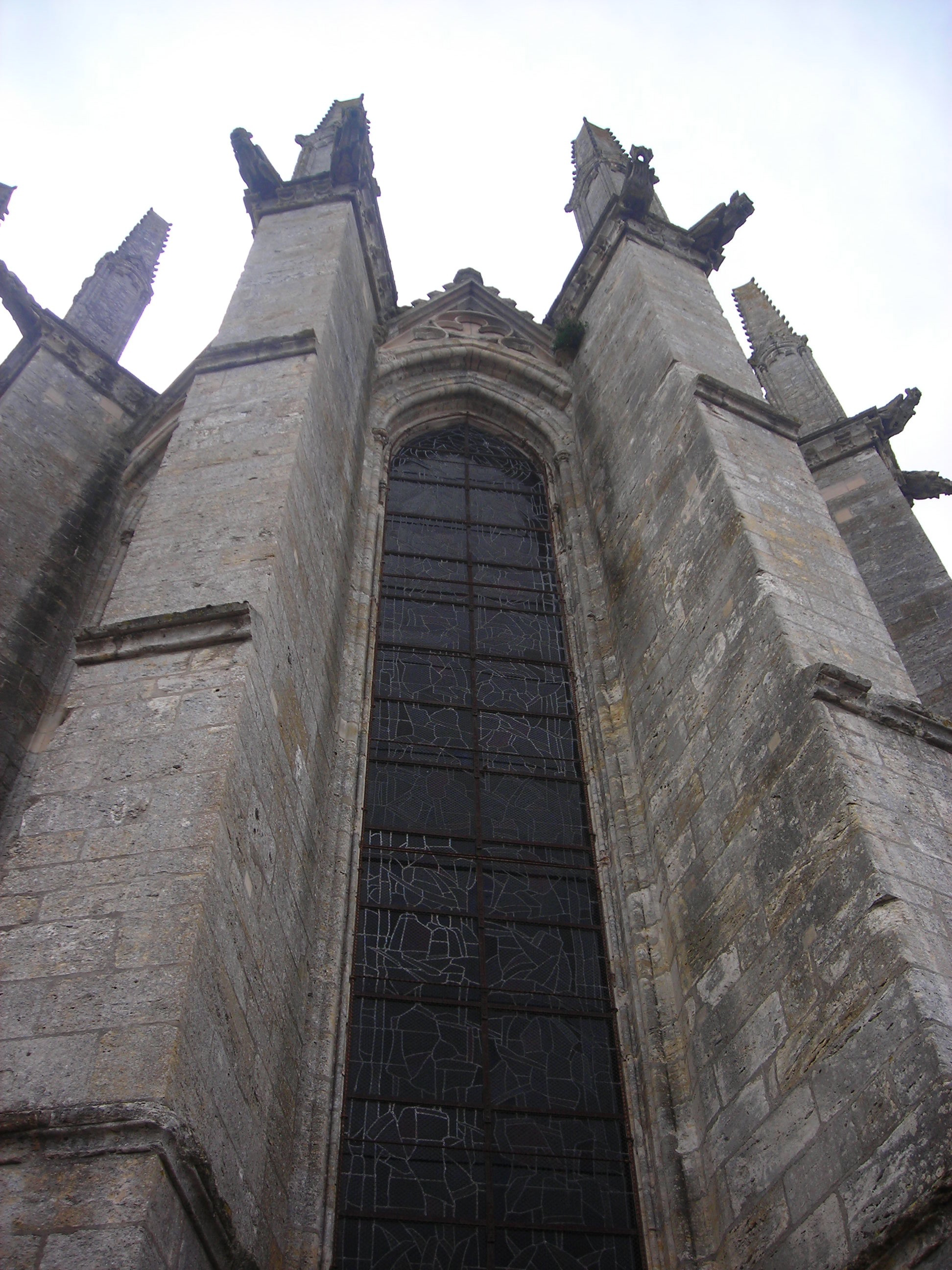
Chorpolygon der Kirche
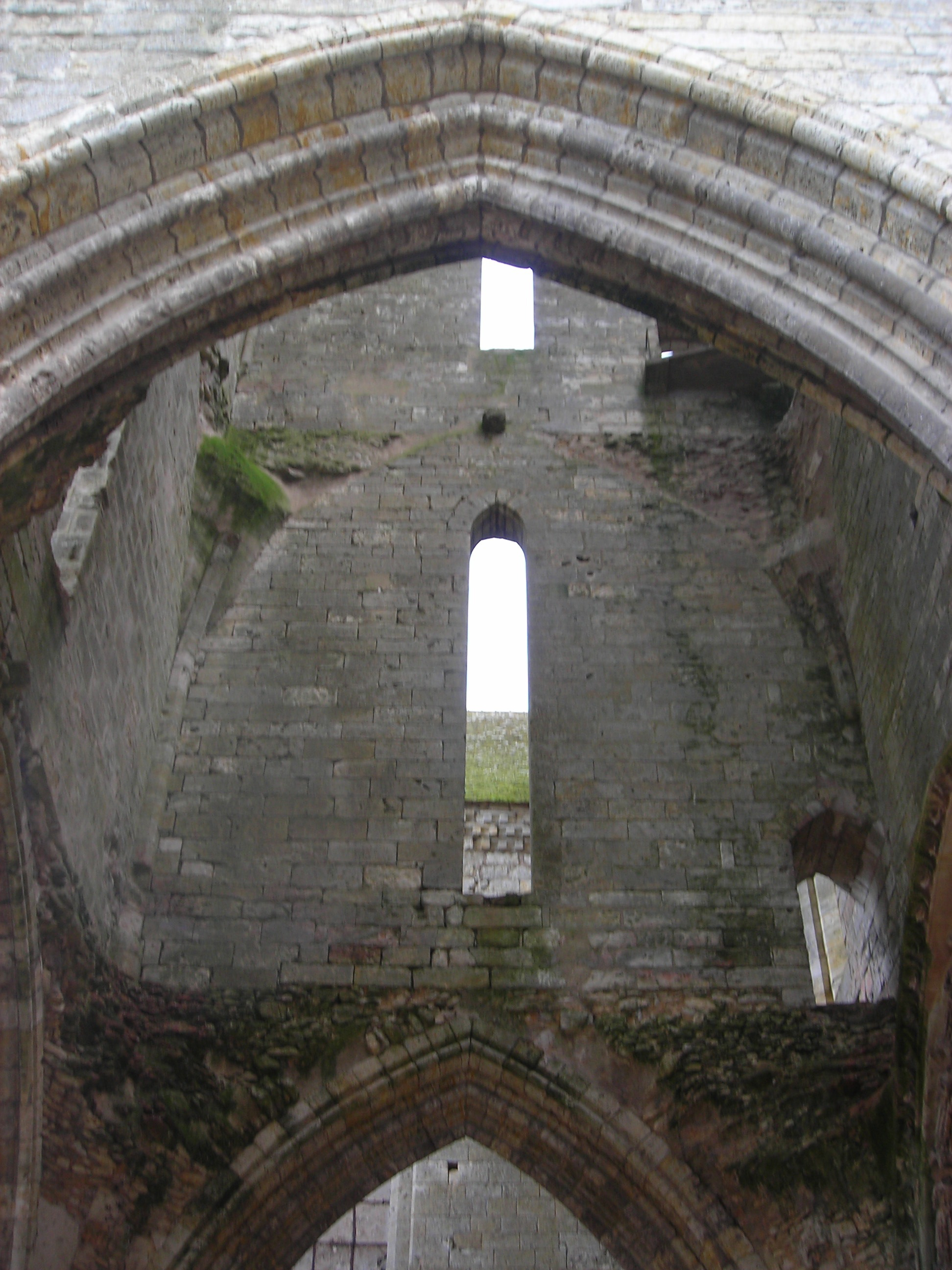
Innenansicht des beschädigten Turms
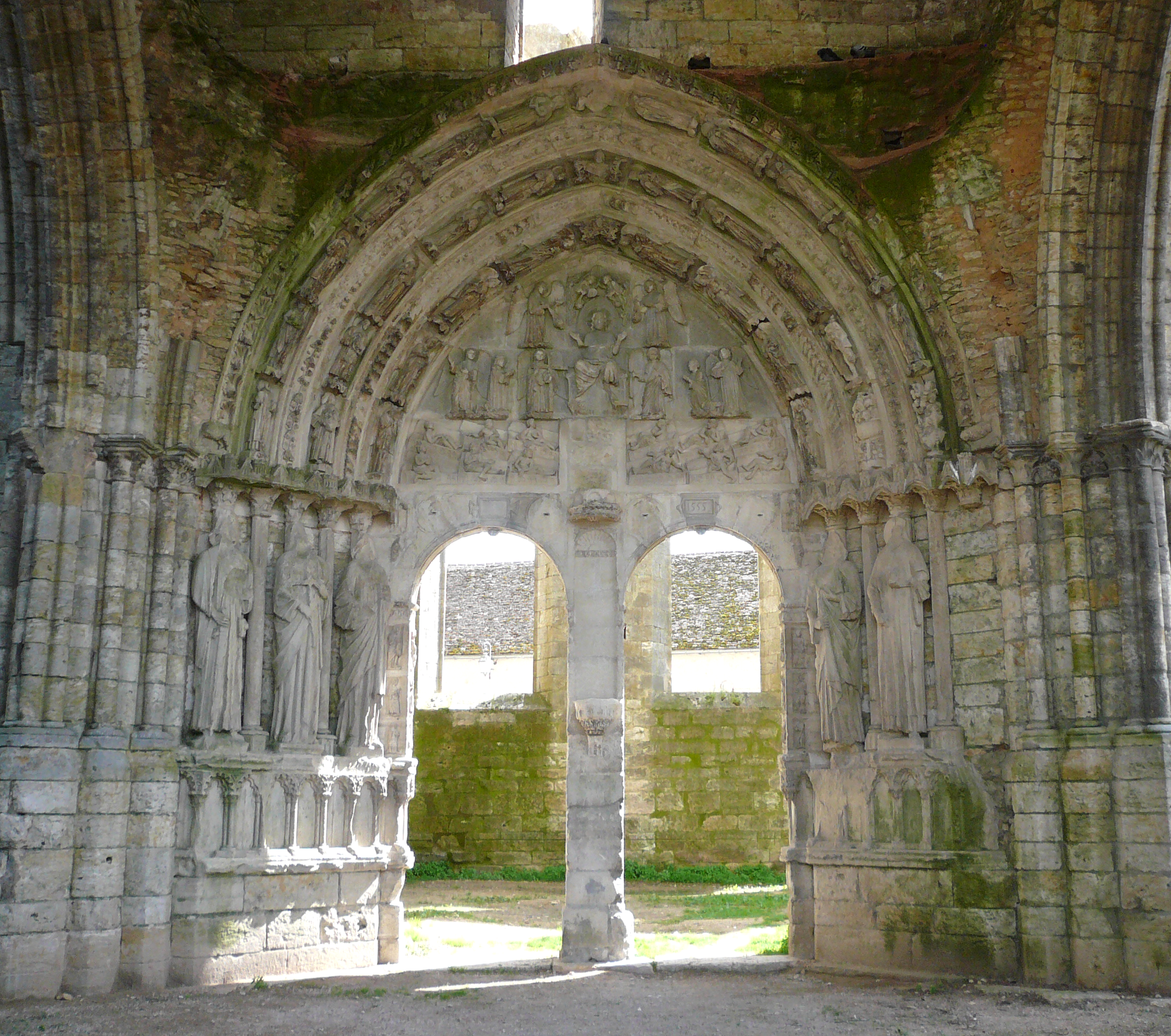
Ansicht des Nordportals
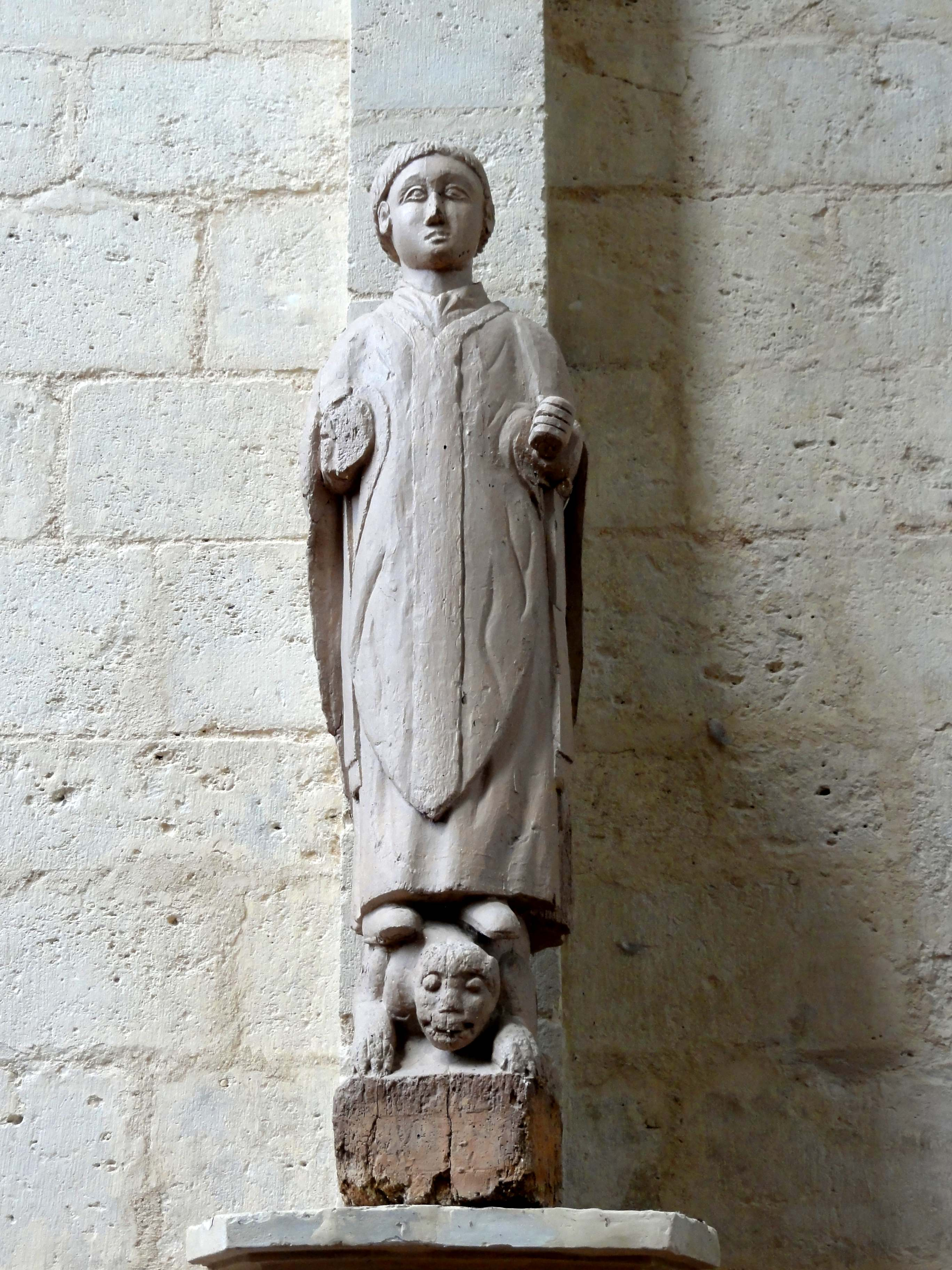
Verstümmelte Skulptur des heiligen Mathurin im Inneren der Kirche
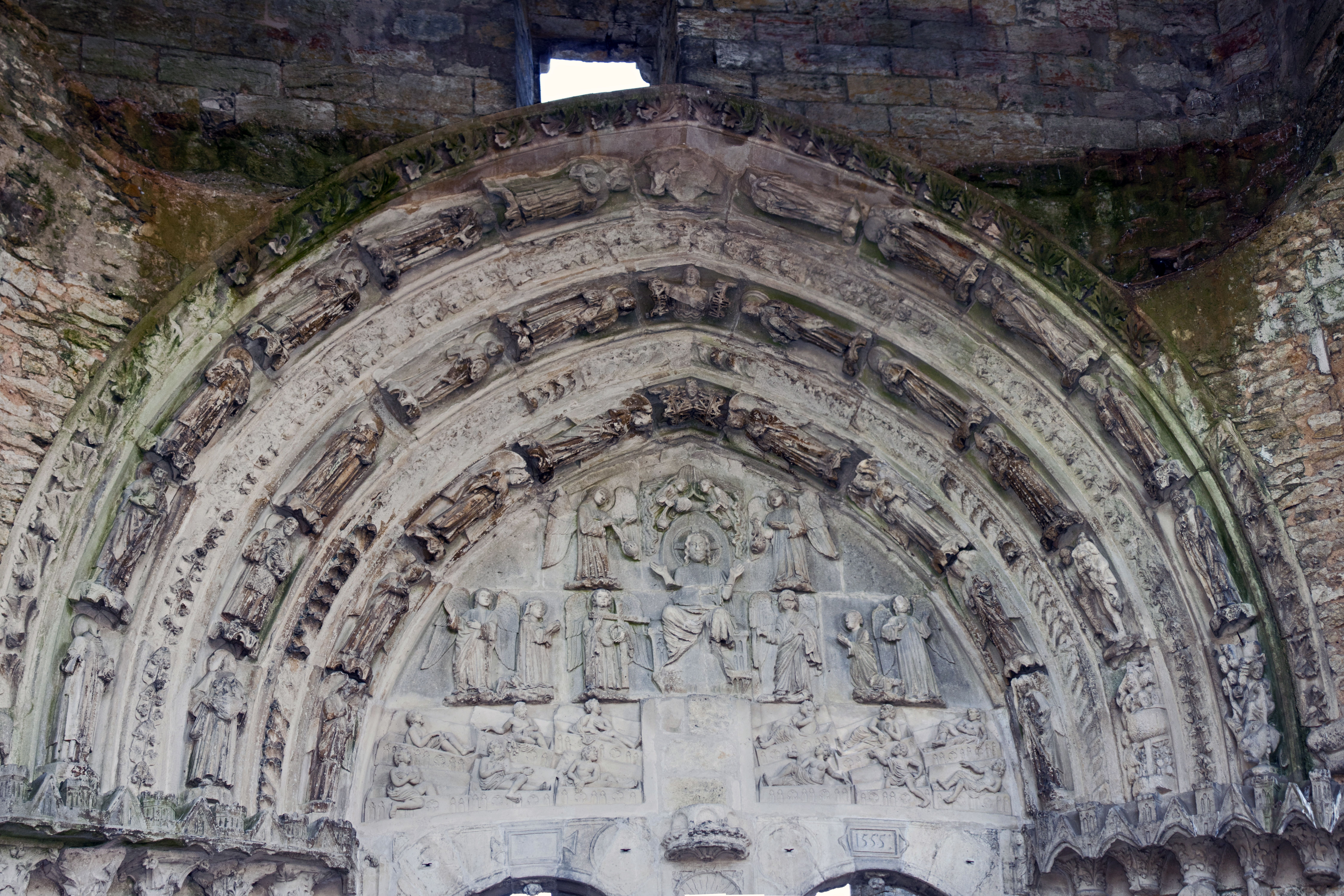
Portal des Jüngsten Gerichts.